# Huntsville Flight 2002-2003
La stagione 2002-03 degli Huntsville Flight fu la 2ª nella NBA D-League per la franchigia.
Gli Huntsville Flight arrivarono settimi nella NBA D-League con un record di 22-28, non qualificandosi per i play-off.

## Roster
| N° | Naz.                   | Ruolo | Sportivo           | Anno | Alt. | Peso |
| -- | ---------------------- | ----- | ------------------ | ---- | ---- | ---- |
| 00 | Stati Uniti (bandiera) | A     | Rodney Bias        | 1979 | 206  | 109  |
| 4  | Stati Uniti (bandiera) | A     | Jermaine Walker    | 1977 | 201  | 102  |
| 5  | Stati Uniti (bandiera) | A     | Bakari Hendrix     | 1977 | 203  | 104  |
| 6  | Stati Uniti (bandiera) | C     | Eric Chenowith     | 1979 | 216  | 122  |
| 7  | Stati Uniti (bandiera) | GA    | Ron Riley          | 1973 | 196  | 91   |
| 7  | Brasile (bandiera)     | A     | Jefferson Sobral   | 1980 | 203  | 85   |
| 11 | Stati Uniti (bandiera) | G     | A.J. Guyton        | 1978 | 185  | 82   |
| 17 | Stati Uniti (bandiera) | G     | Brandon Williams   | 1975 | 198  | 98   |
| 21 | Stati Uniti (bandiera) | G     | Lonnie Harrell     | 1972 | 201  | 93   |
| 25 | Stati Uniti (bandiera) | G     | LaVall Jordan      | 1979 | 188  | 86   |
| 29 | Stati Uniti (bandiera) | G     | Mike Wilks         | 1979 | 178  | 84   |
| 30 | Stati Uniti (bandiera) | G     | Demetric Shaw      | 1978 | 191  | 88   |
| 33 | Stati Uniti (bandiera) | A     | Greg Stempin       | 1979 | 203  | 100  |
| 35 | Nigeria (bandiera)     | C     | Ike Nwankwo        | 1973 | 211  | 118  |
| 44 | Stati Uniti (bandiera) | A     | Marcus Fleming     | 1978 | 203  | 98   |
| 44 | Stati Uniti (bandiera) | A     | Eric Williams      | 1978 | 203  | 110  |
|    | Stati Uniti (bandiera) | A     | Art Long           | 1972 | 206  | 113  |
|    | Stati Uniti (bandiera) | G     | Curtis Staples     | 1976 | 191  | 90   |
|    | Grecia (bandiera)      | A     | Giannīs Giannoulīs | 1976 | 206  | 100  |

## Staff tecnico
- Allenatore: Ralph Lewis
- Vice-allenatore: Mike Born